# Глеб Василькович
Глеб Василькович (2 мая 1237 — 13 декабря 1278) — первый князь Белозёрский (1238—1278), князь Ростовский (1277—1278) — крупная политическая фигура второй половины XIII века, времени установления монголо-татарского ига на Руси. Находился в близких отношениях с Александром Невским, придерживаясь по отношению к монголам такой же политики. Был женат на ордынке и входил в состав политической элиты Улуса Джучи.
Канонизированный местночтимый святой Череповецкой епархии. Память: 13 (26) декабря (преставление) и в Соборе Ростово-Ярославских святых.

## Политическая ситуация на Руси в середине — конце XIII века
После завоевательных походов Бату 1237—1241 годов русские земли вошли в состав Монгольской империи как часть Улуса Джучи. Начался период, именуемый Монголо-татарским игом.
Время жизни князя Глеба пришлось на начальные периоды ордынского владычества, когда зависимость русских княжеств от Орды была максимальной. Она включала в себя : суверенитет монгольского кагана (а затем ордынского хана) над завоёванными княжествами, вассально-ленную зависимость, распространение судебных прерогатив хана как верховного правителя на русские земли, налоговую зависимость, военно-политическую зависимость.

### Политика ростовских князей
У историков нет единой оценки политики ростовских князей второй половины XIII века. Ещё в советской историографии существовали как минимум две точки зрения.
Так Насонов А. Н. отмечал особую роль ростовских князей в монголо-русских отношениях XIII века, считая их проводниками ордынских интересов или «татарскими служебниками». По его мнению « …Орда создала себе в северных провинциях прочную базу на территории именно Ростовского княжества и приобрела себе послушных союзников и верных вассалов в лице ростовских князей».
Другой точки зрения придерживался Копанев А.И, отмечая «содружество» трех князей: Александра Невского, ростовского Бориса Васильковича и белозерского Глеба Васильковича, которые проводили по отношению к Орде единую политику. По его мнению эта политика состояла в том, что «… с татарами открытая борьба пока невозможна, потому что это лишь ослабит силы Руси. Пока необходимо „ладить“ с татарами, избегать открытых восстаний, лавировать, выжидать. Это были те дипломатические приемы, которые сохраняли силы русского народа для решающего удара по врагу».
Вернадский Г. В. в свою очередь отмечал, что
в 50-х годах XIII века среди русских князей не было единства в отношении к зависимости от Улуса Джучи. Одна часть князей, в основном Юго-Западных, во главе с князем Даниилом Галицким была ориентирована на католический запад и была настроена на разрыв этой зависимости. Другая часть русских князей, в основном Северо-Восточной Руси была сторонником верности своим обязательствам перед Монгольской империей и встраивалась в её административный механизм. Лидером этой группы был Александр Невский.
Близость политики ростовских князей к ордынской политики Александра Невского отмечают и постсоветские историки .

## Биография
В 1238 году, через год после рождения князя Глеба, его отец князь Василько Константинович был убит в монгольском плену после поражения русских войск на реке Сити. После его смерти Белоозеро и Устюг были выделены в удел (Белоозёрское удельное княжество) для младшего сына Глеба, а Ростов остался за старшим сыном, Борисом Васильковичем.
Ростовский княжеский дом, состоящий из трёх братьев: Ростовского князя Василько, Ярославского князя Всеволода, и Угличского князя Владимира, в битве на Сити понёс значительные потери. Погибли два старших брата Василько и Всеволод, а в живых остался только младший, Угличский князь Владимир. На ростовский и ярославский престолы взошли малолетние дети погибших князей. Из взрослых в Ростовском княжеском доме остался только двадцатичетырехлетний князь младшего угличского удела — Владимир.

### Получение ярлыка на Белозерское княжение (1244)
С 1242 года начинается юридическое оформление зависимости Русских княжеств от Монгольской империи, и в 1243 году Бату вызывает к себе в ставку великого князя владимирского Ярослава Всеволодовича, где тот получает ярлык на Владимирское, и, судя по всему, Киевское княжение, и где признаётся его старшинство над русскими князьями .
По мнению Селезнёва Ю. В. князь Ярослав Всеволодович, получив от Бату главенство на Руси начал властно осуществлять свои полномочия и, в первую очередь, в пределах Владимирского княжества, к которому относился Ростовский удел.
Именно тогда князья Ростовского дома решили также получить ярлыки на свои владения у Бату, тем самым выйдя из-под юрисдикции владимирского князя. Это могло быть осуществлено только при условии подчинения напрямую более высокому по статусу правителю, которым был ордынский хан.
Данное решение представителей ростовского княжеского дома приводит к тому, что во второй половине XIII века, по мнению ряда исследователей, они «превратились в настоящих „служебников“ хана».
В 1244 году единственный взрослый князь Ростовского дома князь Угличский Владимир со своими племянниками: князем Ростовским Борисом (13 лет), князем Белозерским Глебом (7 лет) и князем Ярославским Василием (15 лет) поехали в Орду и получили там ярлыки на княжение непосредственно от хана.

 Въ лѣто 6752 (1244). Князь Володимир Костянтинович, Борис Василкович, Василiй Всеволодовичь, и съ своими мужи, поѣхаша въ Татары къ Батыеви про свою отчину; Батый же почтивъ я честью достойною, и отпустивъ я, разсудивъ им, кагождо въ свою отчину, и прiѣхаша съ честью на свою землю 

В 52 лето. Князи руския поидоша: князь Володимер Конъстянтиновичь, князи Борис да Глеб Васильевичи, князь Василеи Всеволодовичь про вотчины, их пожаловал 
В 1245 году в ставку Бату едет представительная княжеская делегация, состоявшая из великого князя Ярослава Всеволодовича, его братьев Святослава Суздальского, Ивана Стародубского, князей ростовского дома: Владимира Угличского, Бориса Ростовского, Глеба Белозерского и Василия Ярославского. То есть практически все князья Северо-Восточной Руси отправились в степь.

«Въ лѣто 6753 (1245). … Того же лѣта князь велики Ярославъ Всеволодовичь, <…>, з братьею своею, и з братаничемъ своимъ со княземъ Владимеромъ Констянтиновичемъ, и з братаничя его Василка Ростовскаго съ сынми Борисомъ и Глебомъ и братаничя его Всеволода съ сыномъ Василiемъ Всеволодичемъ <…> поиде во Орду къ царю Батыю» 
Завершается процесс включения Руси в состав Улуса Джучи Монгольской Империи и в этом же году происходит общерусская перепись, систематизирующая налоговые выплаты и воинскую повинность.

### 1245—1277
После оформления отношений (в соответствии и с иерархией) с каганами Монгольской империи и ханами Улуса Джучи (Золотой Орды) русская знать оказалась включена в систему взаимодействия элиты Улуса Джучи на правах улусных владетелей (темников и тысячников). Большинство политических вопросов отныне решалось при дворе ордынского хана. Поэтому длительные и частые пребывания там русских князей стали неизбежными.
Князь Глеб ездил в Орду 5 раз и провёл там в общей сложности 4 года, что составляет 9,5 % от всей продолжительности его жизни. Это самый высокий показатель для всех русских князей XIII века.
Ярлык выдавался русскому князю его сюзереном один раз на все время правления. Великим князьям (Киевскому, Владимирскиму) ярлык выдавался кааном Монгольской империи в Каракоруме, а удельным князьям — ханом Улуса Джучи в Сарае. Необходимость в новом ярлыке возникала либо при смене каана и хана, либо при отстранении самого князя от власти и выдачи нового ярлыка другому князю.
Свой первый ярлык Князь Глеб получил в период регентства Дорегене. После смены в 1248 году власти в Монгольской империи (началось регентство Огул-Гаймыш) в возрасте 12 лет Глеб едет в Орду к сыну Бату — Сартаку, для получения нового ярлыка.

Въ лѣто 6757 (1249). Князь Глѣбъ Василкович, <…> ходи в Орду къ Батыеву сыну ко царю къ Сартаку; царь же Сартак почти его зѣло и отпусти въ свою его отчину 
В этом же 1249 году из Каракорума во Владимир возвращаются Александр Невский и его брат Андрей. Там Александр получил ярлык на киевское княжение и «всю русскую землю», а Андрей на владимирское княжение. К ним во Владимир приезжают князья Ростовского дома: Василий Ярославский, Борис Ростовский, Глеб Белозерский, Владимир Угличский. Во время этой поездки умирает Василий Ярославский. Как отмечают летописи, на его похоронах присутствуют Александр Невский, Глеб с братом Борисом, и их мать княгиня Мария.
В 1251 году достигнув совершеннолетия Глеб (в возрасте 14 лет) покидает Ростов и переезжает в свой Белозерский удел.
В этом же 1251 году новым каганом Монгольской империи был избран Мункэ. Благодаря близким отношениям между Мункэ и Бату, русские князья в то время должны были ехать для подтверждения их должности не в Каракорум, а на нижнюю Волгу к сыну Бату Сартаку.
В 1253 году, как отмечают летописи Глеб был в Ростове на освящении церкви во имя Бориса и Глеба.
После смерти в 1255 году хана Бату и его сына Сартака в 1256 году престол Улуса Джучи переходит к малолетнему внуку Бату Улагчи. Русские князья едут в Сарай для возобновления ярлыков.
В 1257 году после смерти Улагчи, власть в Улусе Джучи узурпирует огул Берке.
Александр Невский, видя поражение партии Бату, вместе с князьями Андреем Суздальским, Борисом Ростовским и Глебом Белозерским едет в Каракорум к каану Мунке.
Во время этой поездки князь Глеб женился на ордынке, которая согласилась принять крещение и получила имя Феодора. Женатых на ордынках русских князей известно только пятеро, среди них Глеб. Несмотря на утверждение Г.В Вернадского, что жена Глеба была княжной, её происхождение и статус неизвестны.
В 1258 году вместе с молодой женой и старшим братом он возвращается в Ростов. «И бысть, — замечает летописец, — в Ростове радость велика о Глебовом приезде».

### Князь Ростовский (1277)
Глеб был очень крупной политической фигурой XIII века. Он и его брат ростовский князь Борис, вместе с великим князем Александром Невским проводили единую политику встраивания Северо-Восточной Руси в имперский механизм Могольской империи. После смерти Александра в 1263 году Борис и Глеб стали продолжателями его политики.
В 1277 году умирает брат Глеба Борис, князь Ростовский. Глеб при поддержке Менгу-Тимура в обход сына Бориса Дмитрия занимает ростовский трон. Среди русских князей, проявлявших верноподданнические отношения, Менгу-Тимур отдал предпочтение ростовским князьям. Лидером ростовского княжеского дома после смерти Бориса, стал Глеб.

### Участие в ордынском походе на аланов 1277—1278
Аланские княжества входили в состав Улуса Джучи. Во время войны Улуса Джучи с Ильханатом аланы северокавказской группы (осетины) приняли сторону Ильханата. В 1277 году Менгу-Тимур предпринял против них карательную экспедицию.
Использование войск вассальных правителей в Монгольской империи практиковалось со времён Чингисхана. Эти войска не смешивались с собственно монгольскими вооружёнными силами и оставались под командованием своих собственных правителей или полководцев. Чаще всего они действовали самостоятельно, выполняя определённые поручения в рамках общей
военной кампании. Также они могли рассчитывать на некое вознаграждение, а не на долю добычи на общих основаниях, которую получали монгольские воины в соответствии с
обычаями и военным законодательством Чингисхана и его преемников.
Экспедиция против осетин в 1277—1278 годах была совместным походом золотоордынских и русских войск (ростовских, ярославских, угличских, белозерских, костромских, городецких), закончившийся взятием осетинской столицы Джулата («Дедяков» русских летописей).

Князь же Ростовский Глеб Василькович с братаничем своим с князем Константином, князь Фёдор Ростиславич, князь Андрей Александрович и иные князи мнози с бояры и слугами поехаша на войну с царем Менгутемером, и поможе бог князем русскым, взяша славный град Яськый Дедеяков, зиме месяца февраля в 8, на память святого пророка Захарии, и полон и корысть велику взяша, а супротивных без числа оружием избиша, а град их огнём пожгоша
Именно русские дружины взяли Джулат и хан Менгу-Тимур по итогам кампании «добре почти князи Руские и похвали их вельми и одаривъ их отпусти въ свою отчину», то есть выплатил им соответствующее вознаграждение, предусмотренное, видимо, ранее заключённым соглашением .

### Смерть и перезахоронение (1278)
13 декабря 1278 года, после 7-дневной болезни, князь Глеб «тихо и кротко испусти душю» в Ростове; он был погребён в соборной Ростовской церкви епископом Игнатием, рядом с супругою и братом; но спустя 9 недель Игнатий, неизвестно почему, велел «изринуть его поругана и бесчестна из церкви соборные в полнощь и повеле просто закопати его в земле у Св. Спаса в Княгинине монастыри». За этот поступок епископ Игнатий был отлучён митрополитом Кириллом от священнослужения, но затем прощён по ходатайству ростовского князя Дмитрия Борисовича.

## Семья
Отец — ростовский князь Василько Константинович. Жена — княгиня Феодора (в крещении), ордынка, возможно дочь хана Сартака.
Дети — Демьян, Михаил. В некоторых источниках говорится и о других детях, например о Василии, но их существование сомнительно.

## Канонизация
Канонизированный местночтимый святой Череповецкой епархии. Память: 13 (26) декабря (преставление) и в Соборе Ростово-Ярославских святых.

### Почитание
В летописном некрологе о князе Глебе сказано, что он был богобоязненным, смиренным и щедрым, выкупал попавших в плен к татарам русских, помогал обездоленным: «Многи христианы, обидимыа от них [татар], избави и печалныа утешая, брашно свое и питие нещадно требующим подавая». Согласно «Указу о кормах» Усть-Шехонского монастыря, в конце XVI века в обители выставлялся «корм болшеи по благоверномь по князе Глебе Васильевиче Ростовском» в день его именин — 24 июля. По свидетельству побывавших в Белозерске в середине XIX века, Глеб Василькович почитался в городе. В XIX веке на память святых Бориса и Глеба по Глебу Васильковичу совершалась панихида в Васильевской часовне. О князе Глебе писали агиографы на рубеже XIX и XX веков: архимандрит Леонид (Кавелин) назвал его в числе святых с днём памяти 24 июля, архиепископ Димитрий (Самбикин) поместил жизнеописание князя под 13 декабря (день кончины) и отнёс к местночтимым святым, архиепископ Сергий (Спасский) упомянул его в списке неканонизированных подвижников. В 1964 году, при установлении празднования Собору Ростово-Ярославских святых, князь Глеб Ростовский был включён в состав Собора.

### Храмоздательная деятельность
В составленном вскоре после смерти Глеба летописном некрологе говорится «церкви многи създа и украси иконами и книгами». Более поздние источники, частично опирающиеся на местные предания и содержащие многочисленные противоречия и анахронизмы, рассказывают об основании князем двух монастырей.
Основание Спасо-Каменного монастыря
Долгое время единственным литературным источником по истории Спасо-Каменного монастыря было «Сказание о Спасо-Каменном Монастыре», составленное в конце XV века вероятно Паисием Ярославовым и содержащее много внутренних противоречий. Исследователи различных специальностей безоговорочно принимают отождествление центрального персонажа начальной части сказания — князя Глеба Борисовича — с историческим белозерским князем Глебом Васильковичем несмотря на несоответствие имён и дат:

В лето 6849-е (1340 год) при великом князе Иванне Даниловиче, в лето 6850-е (1341 год) князь Глеб Борисович внук князя Констянтина Ростовскаго Всеволодича иде на Бело озеро в свою отчину…

Согласно «Сказанию о Спасо-Каменном Монастыре» князь Глеб основал на небольшом островке Кубенского озера Спасо-Каменный монастырь, по случаю чудесного спасения от бури на озере, а также по его приказу были построены два канала на реках Сухоне и Вологде для облегчения судоходство и впоследствии получивших наименование «Княже-Глебовых простей».
Турилов А. А. сделал предположение, что в Сказании в «князе Глебе Борисовиче» соединилась память о трёх соименных исторических личностях: во-первых, князя белозерского Глеба Васильковича, во-вторых, второго сына ярославского князя Василия Давыдовича Грозные Очи князя Глеба, жившего в середине XIV века и, в части строительства канала и установки там каменного креста (что характерно для более раннего времени) — новгородского князя Глеба Святославовича и его поход в Заволочье в 1079 году.
В 2008 году Новикова О. Л. ввела в научный оборот летописные записи, сохранившиеся в кирилло-белозерской рукописи XVI века и касающиеся ранней истории вологодского Спасо-Каменного монастыря. В отличие от Сказания, в рукописи известие о князе Глебе относится к 1251 году, и факт этой поездки подтверждается Лаврентьевской летописью. Предположительно эта поездка князя была связана с достижением им совершеннолетия (13 лет) и вступлением во владения завещанной ему отчиной. При этом в рукописи говорится не об основании монастыря, а лишь о строительстве на острове деревянной церкви .
Основание Троицкого Усть-Шехонского монастыря
«Указ о кормах праздничных и задушных» Усть-Шехонского монастыря (конец XVI века) и «Повесть об Усть-Шехонском монастыре» (начало XVII века) сообщают, что, после того как ослепший сын князя Михаил Глебович получил исцеление от чудотворного образа Святой Троицы, князь построил на одном из островов Белого озера у истока реки Шексны деревянный Троицкий храм и создал вокруг него монастырь, обеспечив его всем необходимым. Усть-Шехонский Троицкий монастырь стал первой иноческой обителью в белозерских землях. Однако есть серьёзные основания считать, что Усть-Шехонская обитель могла быть основана на рубеже XIV и XV веков.